# フィリッポ礁
フィリッポ礁（フィリッポしょう、英語: Filippo Reef）は、中部太平洋、ライン諸島・スターバック島（キリバス領）の東450キロメートルに存在したとされる礁。疑存島のひとつと考えられている。
フィリッポ礁が初めて報告されたのは、1886年6月28日のことで、イタリアの帆船（バーク）「フィリッポ（Filippo）」の船長によってなされた。1926年の不詳の報告によれば、その礁は深さ僅か0.6メートルから0.9メートルほどであり、大きさも最長部分が北西から南東に約1.6キロメートルほどあり、幅はそれ以下とされた。
フィリッポ礁に関するはっきりした報告は、この1926年のものしか存在しない。しかしながら、国際水路機関と国際連合教育科学文化機関・政府間海洋学委員会によって作成された大洋水深総図によれば、この海域の水深は3.3マイル（約5,300メートル）もあるとされている。このため、フィリッポ礁に関する1926年の報告は、何らかの原因によっておこった間違いであり、フィリッポ礁は疑存島であると考えられる。また、1926年の報告に由来する海図も同様である。
しかしながら、2005年の『National Geographic Atlas of the World』にはフィリッポ礁の記載がなされている。